# Aquiles en Esciros

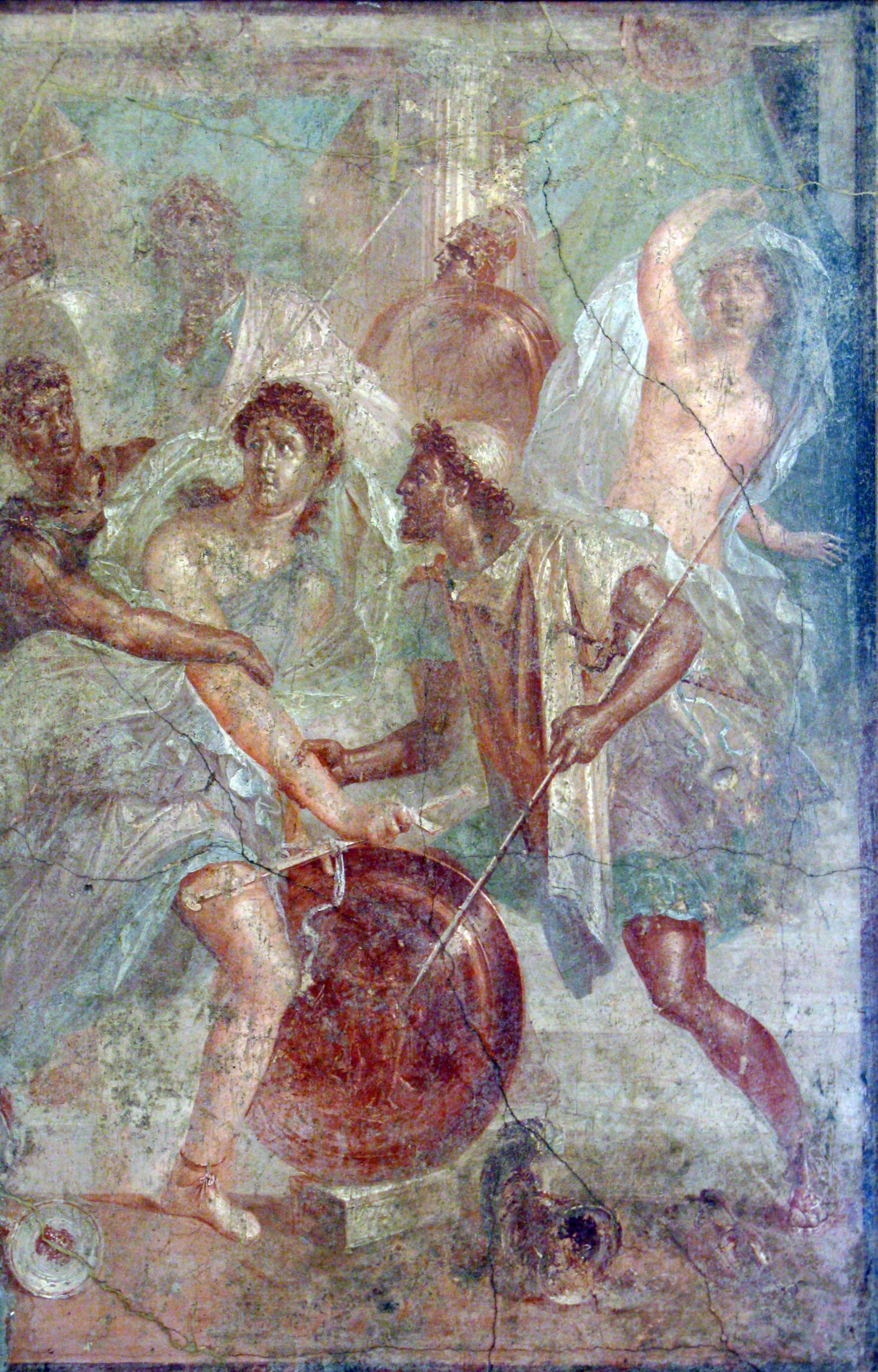
Fresco de la Casa de los Dióscuros en Pompeya representando a Aquiles entre Diomedes y Odiseo en Esciros

Aquiles en Esciros es un episodio que forma parte del mito de Aquiles, el héroe griego de la Guerra de Troya. Este episodio no aparece en la Ilíada, el poema épico de Homero, pero aparece escrito en detalle en algunas versiones posteriores de la historia, particularmente en la Aquileida del poeta romano Estacio. La historia, que narra cómo Aquiles se disfrazó de una chica en la corte del rey de Esciros, enamorándose de una de las princesas y casándose con ella antes de partir a Troya, se convirtió en un tema popular en las artes y la literatura desde épocas clásicas hasta mediados del siglo XX. Los disfraces carnavalescos y las transposiciones de género que se encuentran en la raíz de la historia fueron particularmente populares en la ópera, con más de 30 óperas diferentes sobre el tema entre 1641 y 1857.

## Historia

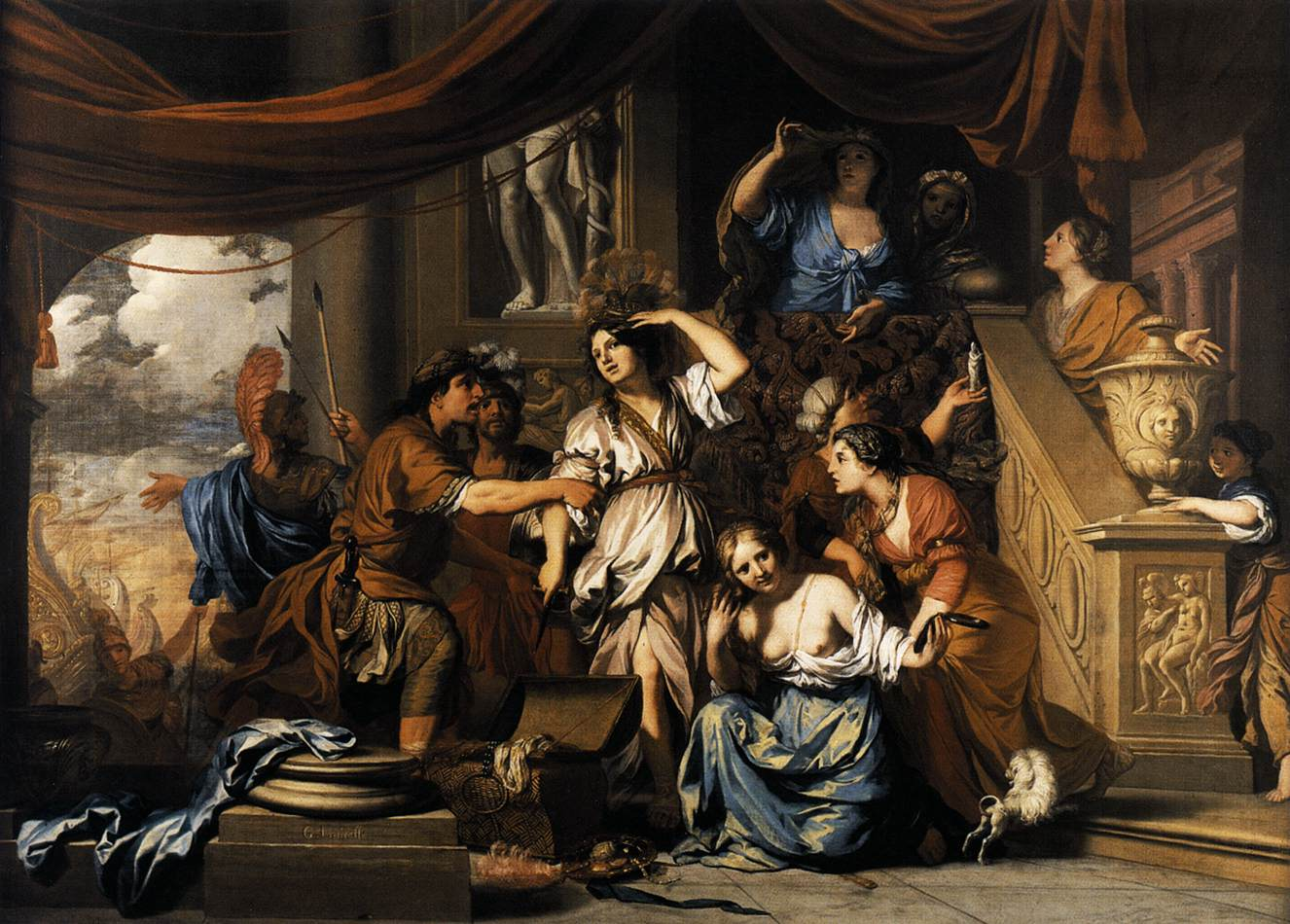
Aquiles descubierto entre las Hijas de Licomedes era la escena habitual que se representaba en el arte, en este caso a manos de Gérard de Lairesse

El mito central de Aquiles en Esciros tal y como se presentaba en las fuentes antiguas ocurre de la siguiente forma. Para evitar que su hijo Aquiles muriera en Troya como estaba profetizado, la ninfa Tetis lo envió a vivir a la corte de Licomedes, rey de Esciros, disfrazado como hija del rey o como dama de honor, bajo el nombre de Pirra, «la pelirroja», Isa, o Kerkisera. Una vez allí, Aquiles sostuvo un romance con Deidamía, una de las hijas de Licomedes, de la que nacieron uno o dos hijos, Neoptólemo y Oneiros. Puesto que otra profecía sugería que la Guerra de Troya no se ganaría sin Aquiles, Odiseo y varios otros líderes aqueos fueron a Esciros a buscarlo. Odiseo descubrió a Aquiles ofreciéndole regalos, adornos e instrumentos musicales, así como armas, a las hijas del rey, y luego haciendo que sus compañeros imitaran los ruidos de un ataque enemigo sobre la isla (en particular, haciendo que se escuchara un toque de trompetas), lo que instigó a Aquiles a revelarse al escoger un arma para luchar, y partieron juntos hacia la Guerra de Troya. Según algunas versiones, Deidamía vestida de hombre lo siguió.

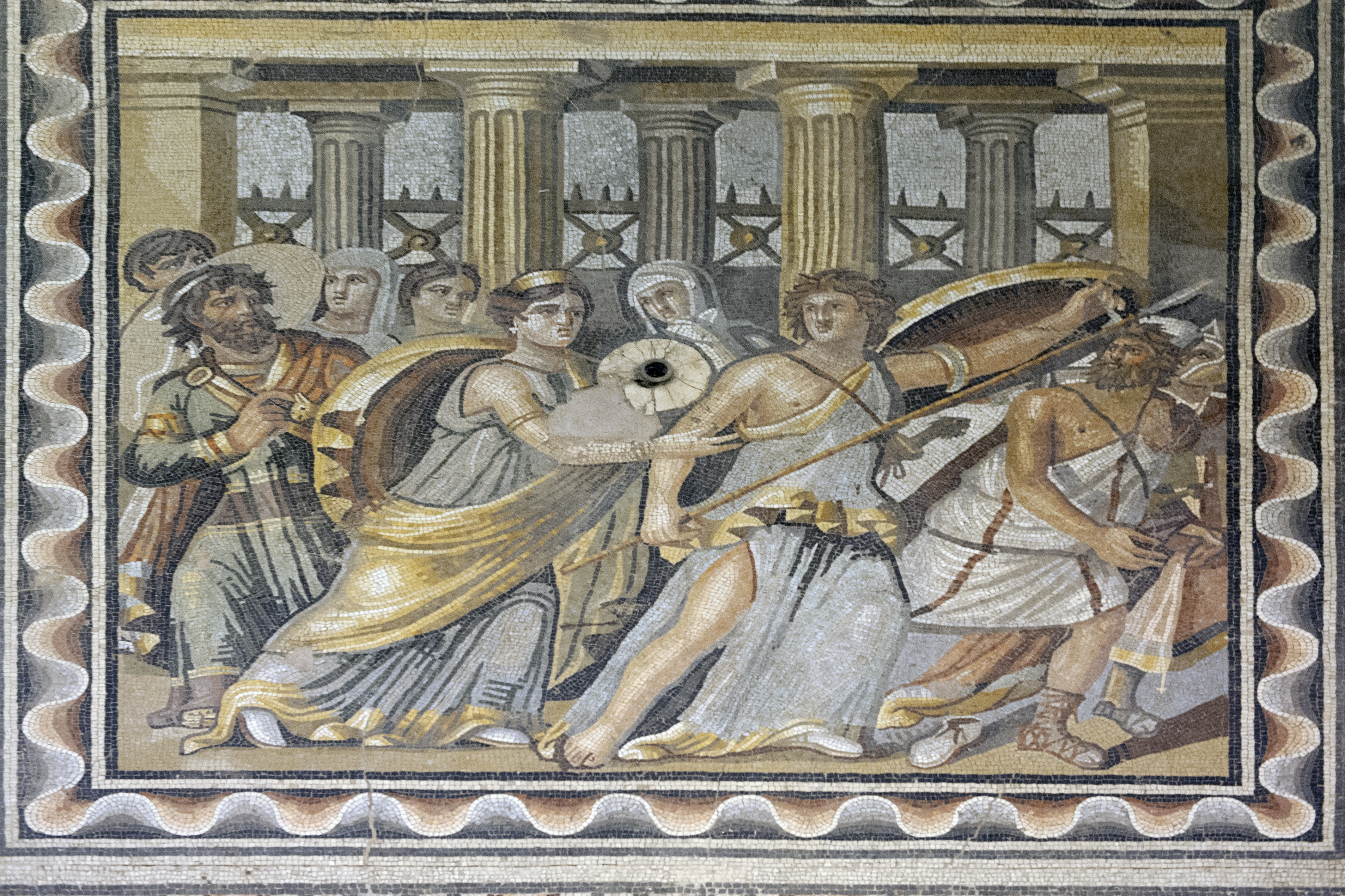
Mosaico romano de la Villa Poseidón en Zeugma, Commagene (actualmente en el Museo de mosaicos de Zeugma) que muestra a Aquiles disfrazado de mujer y a Odiseo engañándolo para que se revele.

La versión más detallada y elaborada del relato es la que aparece en el poema romano de la Aquileida de Estacio. En el poema, Tetis decide esconder a su hijo, Aquiles en la corte de Licomedes. Aquiles se muestra bastante reacio, pero eventualmente accede, atraído por la belleza de la hija más hermosa del rey, Deidamía. Tetis lo disfraza de doncella y se lo presenta a Licomedes como su propia hija, que había tenido una crianza similar a la de las amazonas y por tanto ahora necesitaba aprender las formas femeninas viviendo entre chicas comunes de su edad, a fin de prepararse para un matrimonio normal en el futuro; Licomedes acepta cuidar de la "chica" y sus hijas, sin sospechar nada, aceptan a Aquiles en su compañía como otra doncella. Tras algún tiempo, desarrolla una amistad particularmente estrecha con Deidamía y le resulta cada vez más difícil ocultar sus intereses románticos y sexuales por ella. Finalmente, en un festival nocturno en honor a Dionisio, en el que normalmente no se permite la presencia de hombres, Aquiles cede a sus deseos sexuales y viola a Deidamía. Luego, intentando consolarla, le revela su verdadero nombre y origen. A pesar de estar asustada por lo sucedido, Deidamía no desea que Aquiles sufra un castigo a manos de su padre y decide mantener en secreto el incidente y su identidad, así como el hecho de que ha dado a luz a un hijo en secreto.
Cuando Odiseo y sus camaradas llegan a Esciros, Aquiles, molesto desde hace tiempo por su disfraz de mujer, está a punto de revelarse, pero Deidamía lo detiene. Odiseo luego lleva a cabo el engaño con los regalos y el sonido de trompetas, revelando de esta manera el secreto. Aquiles, al escuchar a Deidamía llorando, le confiesa a Licomedes que han tenido sexo y han tenido un hijo juntos. Cuando los aqueos están a punto de zarpar hacia la guerra, Deidamía, desconsolada por la inminente pérdida de Aquiles, pregunta si podría ir con él, pero esto parece imposible; le implora luego que tenga a su hijo en sus pensamientos y que nunca tenga hijos con otras mujeres. Aquiles jura regresar algún día a brazos de Deidamía, pero el lector sabe que ha de morir en Troya.

## Representaciones artísticas

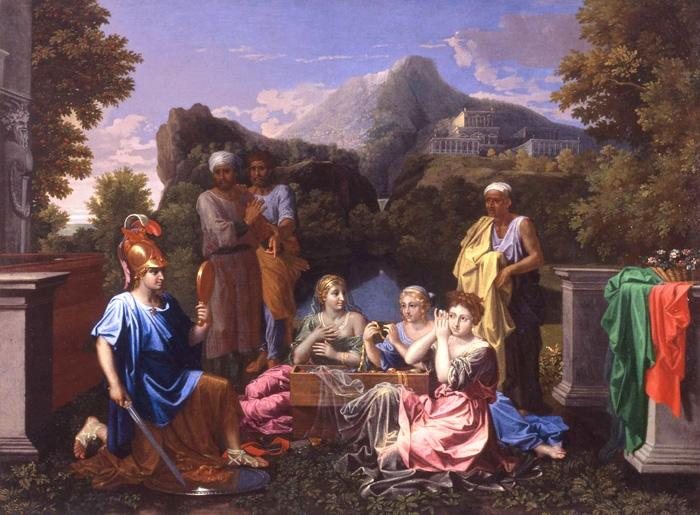
Aquiles en Esciros, pintura de 1656 de Nicolas Poussin, actualmente en el Museo de Bellas Artes de Virginia

Esta porción de los mitos de la Guerra de Troya ha servido de inspiración a muchas obras de arte a lo largo de los siglos. Enfocándse en el punto de vista de Aquiles, el de Deidamía o el de un observador neutral, una serie de temas en torno a él han recibido atención en obras de arte e historias posteriores, yendo desde los aspectos cómicos del travestismo y los malentendidos involucrados en ello, pasando por las diferencias de género, el heroísmo, el amor homosexual y heterosexual, y los ritos de iniciación, hasta la violación, el incesto y la violencia doméstica.
Si bien la mayoría de las versiones posteriores se basan esencialmente en la versión de Estacio del siglo I d. C., la historia de Aquiles en Esciros era ya conocida desde antes. Existen referencias a obras de arte de Polignoto y Atenión de Maroneia, así como a una obra de Eurípides del siglo V a. C. ahora perdida.
Una de las versiones renacentistas más tempranas y mejor estudiadas del relato fue la obra El Aquiles de Tirso de Molina (1612). Le siguieron una serie de otras obras españolas sobre el mismo tema. Uno de sus focos fue el cambio en Aquiles, que pasó de huir de la guerra a convertirse en un héroe de ella. Este punto fue enfatizado por medio de los muchos cambios y transformaciones utilizados en la obra. Con todo, los temas más típicos de la confusión de género y el amor homosexual son también evidentes, y se refuerzan con la indicación de que el papel de Aquiles sea interpretado por una mujer.

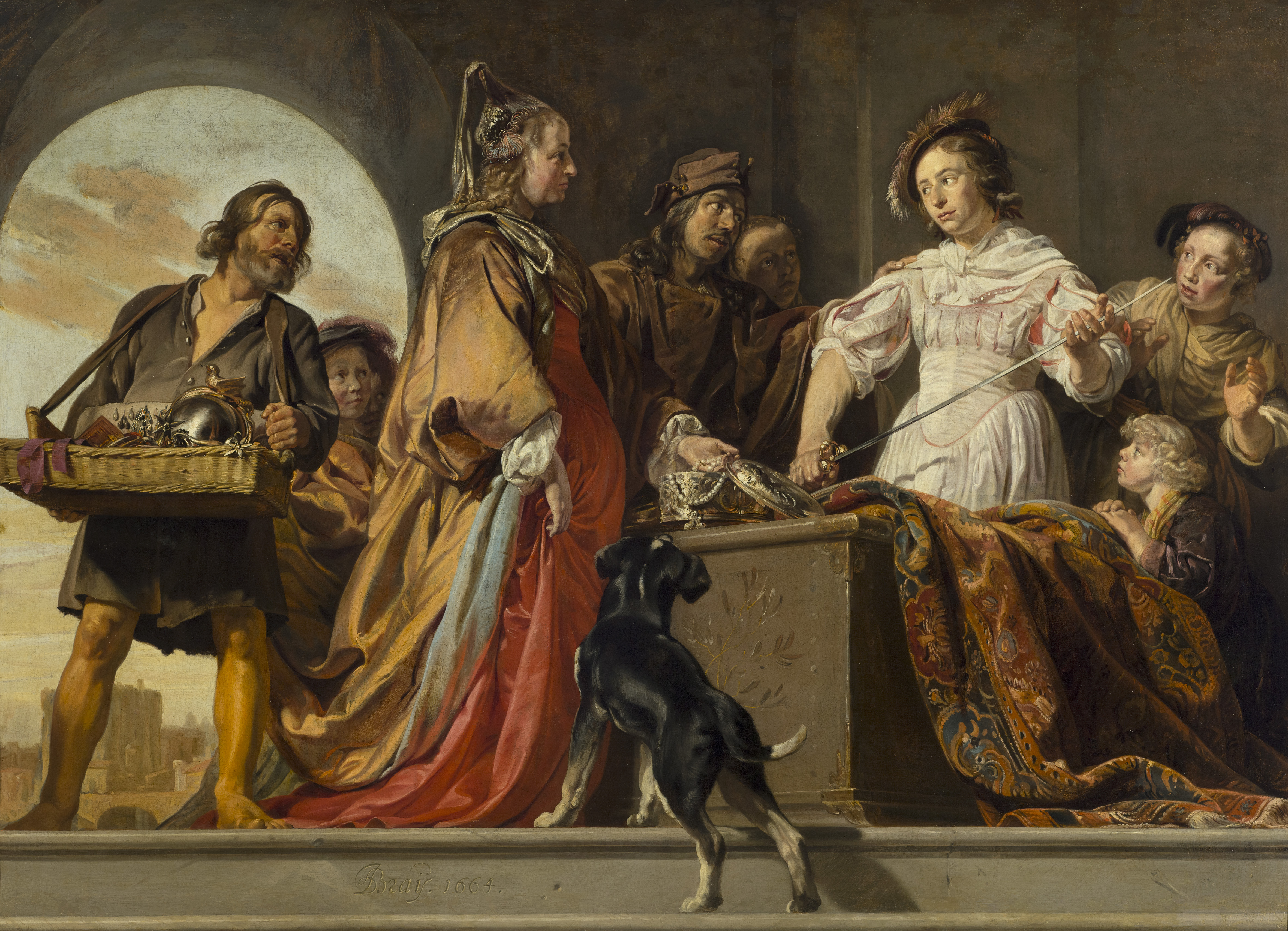
Aquiles descubierto por Ulises deJan de Bray, actualmente en el Museo Nacional, Varsovia

La historia también se ha usado a menudo como tema de ópera o ballet, siendo el libreto de Metastasio el más popular. La primera ópera en basarse en esta historia parece haber sido La finta pazza de Francesco Sacrati, con libretos de Giulio Strozzi. Fue la primera ópera del siglo XVII y probablemente la más popular. Se presentó por primera vez en la inauguración en 1641 del Teatro Novissimo de Venecia, siendo la primera vez que se construyó un edificio específicamente para la representación de óperas. Anna Renzi fue la cantante principal. La ópera se representó muchas veces en toda Italia y en el extranjero, incluyendo una representación en París en 1645, siendo la segunda vez en que se representó una ópera en Francia.
El libretto escrito por Pietro Metastasio fue usado por primera vez para una ópera en 1736 por Antonio Caldara, con motivo del matrimonio de María Teresa con el futuro emperador del Sacro Imperio Romano Germánico, Francisco I. En tanto el matrimonio fue anunciado muy cerca de su fecha, Metastasio tuvo que finalizar su libretto en apenas 18 días, en comparación con los tres meses que normalmente necesitaba. A pesar de ello, tuvo un éxito razonable y fue usado durante décadas, musicalizado por al menos 29 compositores. Otras versiones incluyen la ópera de 1737 de Domenico Sarro, usada para la inauguración del Teatro de San Carlos, casa de la ópera de Nápoles, y protagonizada por Vittoria Tesi.
La popularidad del tema de Aquiles en Esciro se debió a varios factores, pero gran parte de ello fue el aspecto de los disfraces y el travestismo, encarnado en Aquiles vestido de chica y su rol a menudo interpretado por mujeres. Algunos libretistas, especialmente los más antiguos como Giulio Strozzi, Carlo Capece o Ippolito Bentivoglio abordaron esto desde un punto de vista carnavalesco, enfatizando la comedia, las mascaradas y los aspectos (homo)eróticos de la misma. Otros libretistas, como el propio Metastasio o Paolo Rolli, se centraron más en la lucha fallida por ocultar la masculinidad de Aquiles, el héroe arquetípico, y en cómo la naturaleza inherente de la persona es más fuerte que la crianza que recibe.
Famosos compositores que escribieron óperas sobre este tema incluyen a Domenico Scarlatti con su Tetide in Sciro (1712), John Gay con su Aquiles (1733), y Georg Friedrich Händel (1741) con su Deidamía.

### Literatura

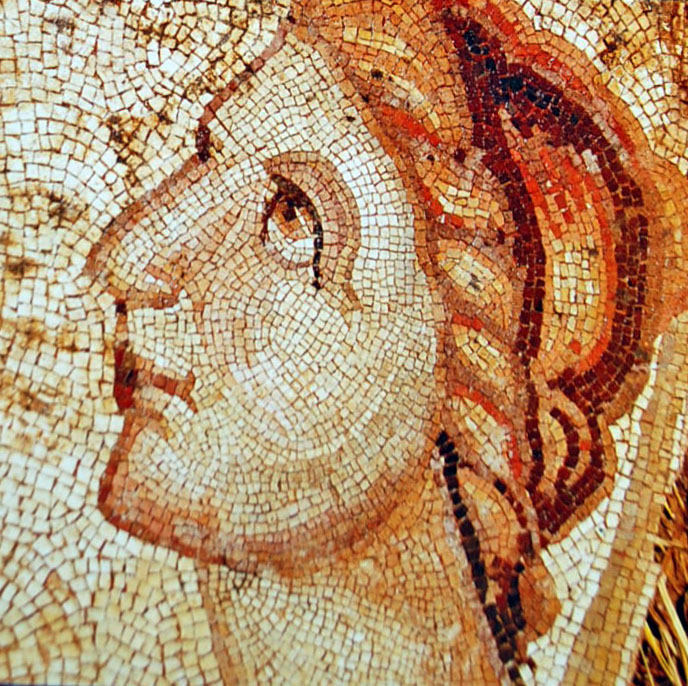
Detalle de una princesa de Esciros, de una escena más grande de la Ilíada que la representa a ella y a otras princesas adulando a Aquiles mientras Odiseo observa, de la villa de La Olmeda, España, siglos -

- Alrededor del siglo I a. C.: Epitalamo de Aquiles y Deidameia, anónimo, a veces atribuido a Bión de Esmirna
- siglo I d. C. .: La Aquileida de Estacio
- Siglo II d. C.: El discurso de la embajada a Aquiles (Op. 16 Behr) de Elio Aristides, sección 17 (Behr)
- siglo XI: Deidamia Achilli, una epístola anónima ovidiana de Deidamía a Aquiles[17]
- siglo XIV: la historia se menciona en la Divina Comedia de Dante, Purgatorio capítulo 9 versos 34-42[2]
- 1805: Achille à Scyros de Jean-Charles-Julien Luce de Lancival
- 1890, Achilles in Scyros de Robert Bridges (segunda edición 1892)
- 1935: Achille ou le mensonge de Marguerite Yourcenar, también publicado como Déidamie
- 1995: "Achilles Speaks of His Deception in the Court of Lykomedes" de Michael Martone, publicado por primera vez en The American Voice, págs. 80–82. Reeditado en Four for a Quarter: Fictions,[18] págs. 135-137. Martone leyó la historia en la Knox Writers House.[19]
- 1998: la historia de Aquiles en Esciros se incluye en el cómic La Edad de Bronce de Eric Shanower
- 2011: se incluye una versión de esta historia en la novela de ficción histórica contemporánea La canción de Aquiles de Madeline Miller.

### Artes visuales

#### Pinturas

Niccolò Bambini, Aquiles en Esciros

- siglo V a. C., Aquiles en Esciros de Polignoto
- siglo IV o III a. C.: Atenión de Maroneia pintó una imagen de Odiseo descubriendo a Aquiles en ropa de doncella[20]
- siglo I a. C.: la Cámara de Aquiles en Esciros, decorada con frescos, en la Domus Aurea
- siglo I d. C.: pinturas murales anónimas de Aquiles en Esciros en la Casa de los Dioscuros y otros lugares de Pompeya[21]
- Principios del siglo XVII: Odiseo reconoce a Aquiles (disfrazado de mujer) entre las hijas de Licomedes deFrans Francken el Joven
- 1649-50: Nicolas Poussin, Descubrimiento de Aquiles en Esciros [22]
- 1656: Nicolas Poussin, Aquiles en Esciros
- 1664: Aquiles descubierto por Ulises de Jan de Bray
- siglo XVII: Aquiles y Ulises saliendo de Esciros de Claude François
- Niccolò Bambini, Aquiles en Esciros
- Pieter van Lint, Aquiles entre las hijas de Licomedes, Museo de Israel, Jerusalén
- Gian Pietro Bellori, dos pinturas de Aquiles en Esciros, una actualmente en el Museo de Bellas Artes de Boston, otra en el Museo de Bellas Artes de Virginia  en Richmond
- siglo XVIII: Aquiles en la corte del rey Licomedes con sus hijas por Pompeo Batoni

#### Tapices
- Mediados del siglo XVIII: Achille chez les filles de lycomède à Skyros, reconnu par Ulysse, ahora conservado en el Hôtel de Soubise

#### Mosaicos
- Aquiles en Esciros, mosaico de Zeugma, Commagene
- "Aquiles en Esciros descubierto por Ulises", mosaico de Villa romana La Olmeda, España

#### Esculturas

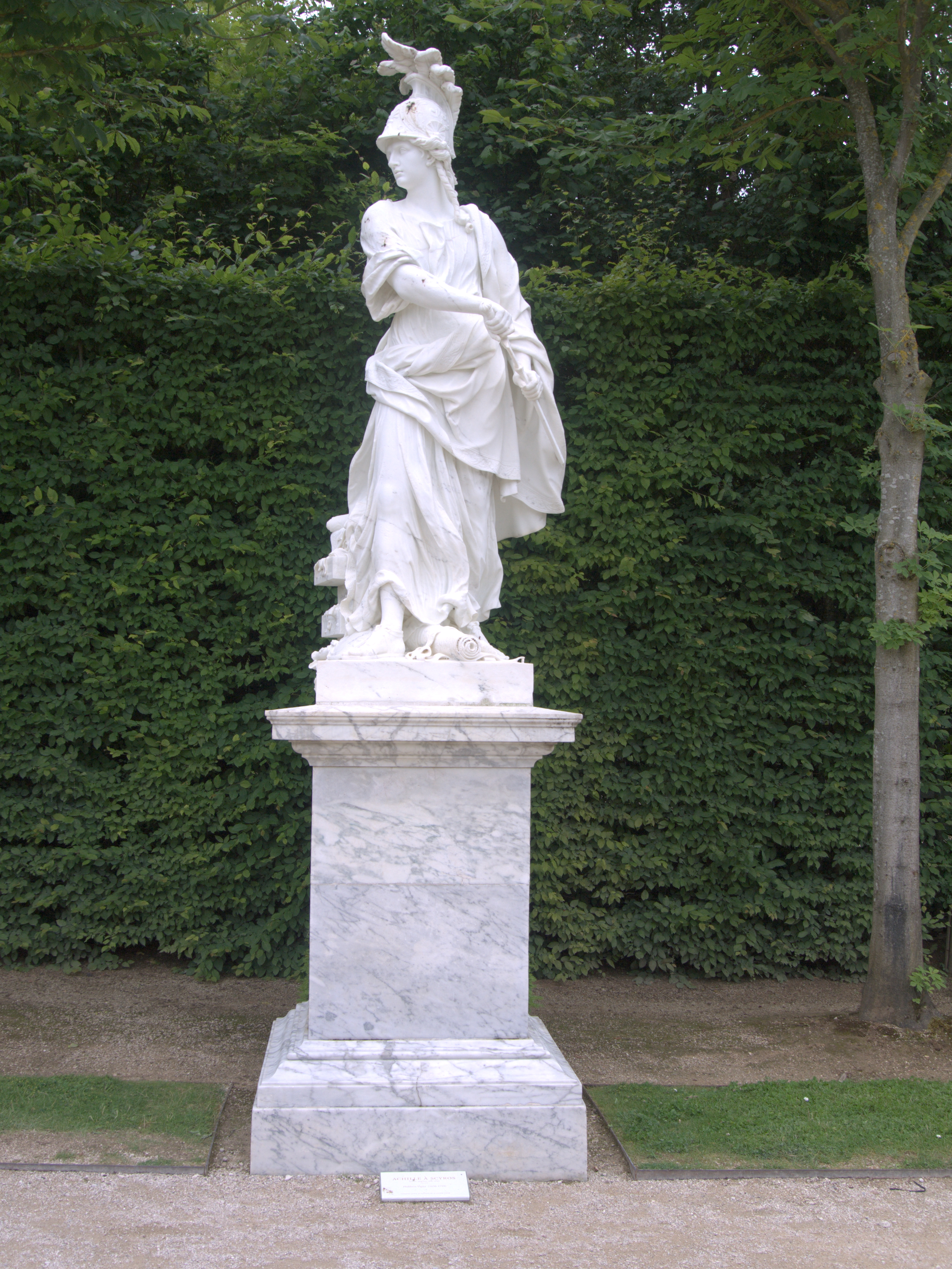
Achille à Scyros de Philibert Vigier, en los Jardines de Versalles

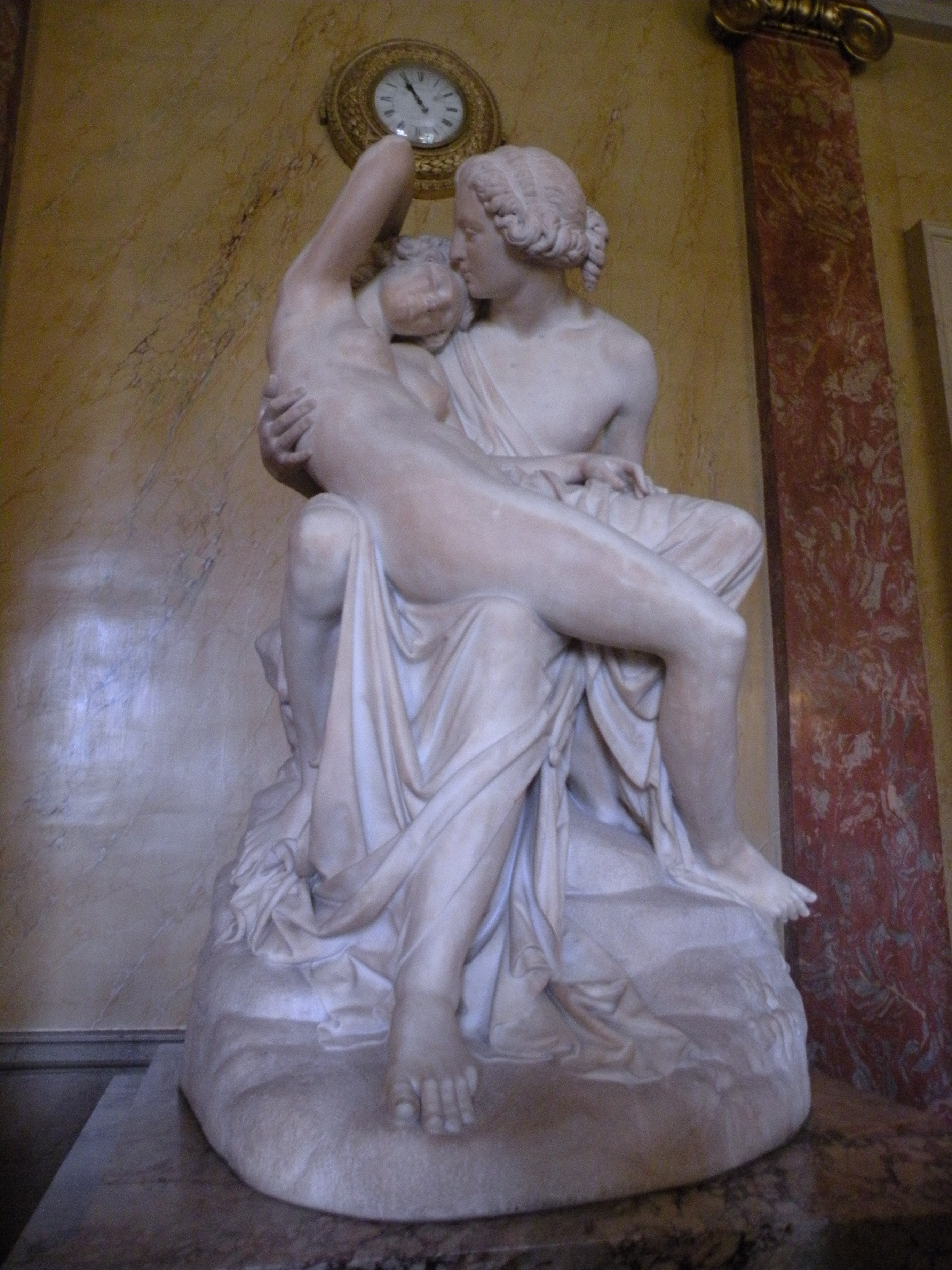
Achille et Déidamie, 1854 de Joseph Pollet. Cámara de la Reina, Palacio del Luxemburgo.

- 1695: Achille à Scyros de Philibert Vigier, ubicado en el Tapis Vert de los Jardines de Versalles
- 1854: Achille et Déidamie de Joseph Pollet. Cámara de la Reina, Palacio del Luxemburgo.

### Escénicas

#### Obras de teatro
- siglo V a. C.: Skyrioi de Eurípides (perdida, pero descrita como una obra de teatro sobre Aquiles escondido en Esciros)
- 1612: El Aquiles de Tirso de Molina[23]
- Aprox. 1640: El caballero dama de Cristóbal de Monroy y Silva[3]
- 1653: El monstruo de los jardines de Pedro Calderón de la Barca[3]

#### Ópera
- 1641: La finta pazza de Francesco Sacrati (música) y Giulio Strozzi (libreto)[24]
- 1663: Achille in Sciro de Giovanni Legrenzi (música) e Ippolito Bentivoglio (libreto)[12]
- 1663: Achille in Sciro de Antonio Draghi (música) y Cav. Ximénez (libreto)
- 1712: Tetide in Sciro de Domenico Scarlatti (música) y Carlo Sigismondo Capece (libreto)[12]
- 1727: Achille in Sciro, obra anónima representada en el teatro de ópera de Franz Anton von Sporck en Praga, y probablemente basada en el libreto de Bentivoglio.
- 1733: Aquiles de John Gay[12]
- 1735: Achille et Déidamie de André Campra (música) y Antoine Danchet (libreto)
- 1736: Achille in Sciro de Antonio Caldara (música) y Metastasio (libreto)
- 1737: Achille in Sciro de Domenico Sarro (música) y Metastasio (libreto)
- 1738: Achille in Sciro de Giuseppe Arena (música) y Metastasio (libreto)
- 1739: Achille in Sciro de Pietro Chiarini (música) y Metastasio (libreto) (adaptado por Bartolomeo Vitturi
- 1740: Achille en Sciro de Leonardo Leo[25]
- 1741: Deidamía de George Frideric Handel (música) y Paolo Antonio Rolli (libreto)
- 1744: Achille in Sciro de Francesco Corselli (música) y Metastasio (libreto)
- 1745: Achille in Sciro de Gennaro Manna (música) y Metastasio (libreto)
- 1747: Achille in Sciro de Giovanni Battista Runcher (música) y Metastasio (libreto)
- 1749: Achille in Sciro de Niccolò Jommelli (música) y Metastasio (libreto)
- 1751: Achille in Sciro de Gregorio Sciroli (música) y Metastasio (libreto)
- 1754: Achille in Sciro de Antonio Maria Mazzoni (música) y Metastasio (libreto)
- 1759: Achille in Sciro de Johann Adolph Hasse (música) y Metastasio (libreto)
- 1759: Achille in Sciro de Giuseppe Sarti (música) y Metastasio (libreto)
- 1764: Achille in Sciro de Ferdinando Giuseppe Bertoni (música)
- 1764: Achille in Sciro de Carlo Ignazio Monza
- 1765: Achille in Sciro de Johann Friedrich Agricola (música) y Metastasio (libreto)
- 1766: Achille in Sciro de Florian Leopold Gassmann (música) y Metastasio (libreto)
- 1767: L'Achille in Sciro de Johann Gottlieb Naumann
- 1772: Achille en Sciro de Antonio Amicone
- 1773: Aquiles en enaguas de Thomas Arne (música) y John Gay (libreto)
- 1774: Achille in Sciro de Pasquale Anfossi (música) y Metastasio (libreto)
- 1774: Achille in Sciro de Pietro Pompeo Sales (música) y Metastasio (libreto)
- 1778: Aquiles en Sciro de Giovanni Paisiello
- 1785: Aquiles en Sciro de Gaetano Pugnani
- 1794: Achille in Sciro de Marcello Bernardini y Metastasio (libreto)
- 1800: Achille in Sciro: Commedia dramatica per musica, libreto de Publio Quintiliano Settimio
- 1825: Achille in Sciro de Pietro Antonio Coppola (música) y Rapisarda (libreto)
- 1857: Achille à Scyros de François Anatole Laurent de Rillé (opereta)

#### Ballet
- 1804: Achille à Scyros de Pierre Gardel (ballet) y Luigi Cherubini (música)
- 1830: Achille en Sciro de Carlo Blasis
- 1921, Achilles auf Skyros de Egon Wellesz (música) basado en Hugo von Hofmannsthal